# Insensatez
Insensatez è una canzone composta da Vinícius de Moraes e Antônio Carlos Jobim, una delle più famose del duo. la musica è ispirata, per gli arrangiamenti pianistici, con il Preludio op. 28 n. 4 in mi minore di Chopin.
Insieme a Desafinado, The Girl From Ipanema, Corcovado e Vivo Sonhando è uno dei brani più iconici della sua produzione artistica.